# Marlene Mizzi
Marlene Mizzi, née le 24 décembre 1954 à Rabat à Malte, est une femme politique maltaise, membre du Parti travailliste.

## Biographie

### Carrière professionnelle
Marlene Mizzi, licenciée d'économie de l'université de Malte en 1976 avec un master of philosophy de l'École de gestion de Maastricht en 2006, vient de la société civile. Après avoir travaillé en Finlande (1976-1977), en Suisse (1978-1979), en Allemagne (1979-1981) et au Royaume-Uni (1993-1995) elle revient à Malte. D'abord directrice à la Banque de La Valette de 1998-2007, elle a été présidente de Sea malta de 1998 à 2005. C'est sous sa présidence que Sea Malta a été liquidée, la privatisation de la société nationale maritime maltaise ayant échoué. Elle est présidente d'Amca Limited depuis 1980, de Millennium Insurance Agency depuis 1999 et d'I.T. Solutions Limited depuis 2008.
Membre de la Chambre de commerce, d'entreprise et d'industrie de Malte depuis 1987, elle en a été secrétaire honoraire  de 1991 à 1993, et membre du conseil de l'Institut de management de Malte depuis 2010.
Marlene Mizzi est présidente du « Business Forum » du Parti travailliste depuis 2009, elle participe aussi au think tank « The Today Public Policy Institute » depuis la même date.

### Parlement européen
Elle a été élue pour la première fois lors des élections européennes de 2009 le 24 avril 2013 en remplacement d'Edward Scicluna, nommé ministre des Finances. Issue du Parti travailliste, elle siège au sein du groupe Alliance progressiste des socialistes et démocrates au Parlement européen. Elle est vice-présidente de la commission des affaires économiques et monétaires, membre de la délégation à l'Assemblée parlementaire paritaire et de la délégation à l'Assemblée parlementaire de l'Union pour la Méditerranée.